# David Mercer (sollevatore)
David Mercer (Salford, 16 aprile 1961) è un ex sollevatore britannico.

## Carriera
Vinse la medaglia di bronzo nella categoria dei pesi mediomassimi ai Giochi olimpici di Los Angeles 1984, che valevano anche come campionati mondiali, sia nell'esercizio totale che nello strappo.